# Bitwa pod Zarudziem

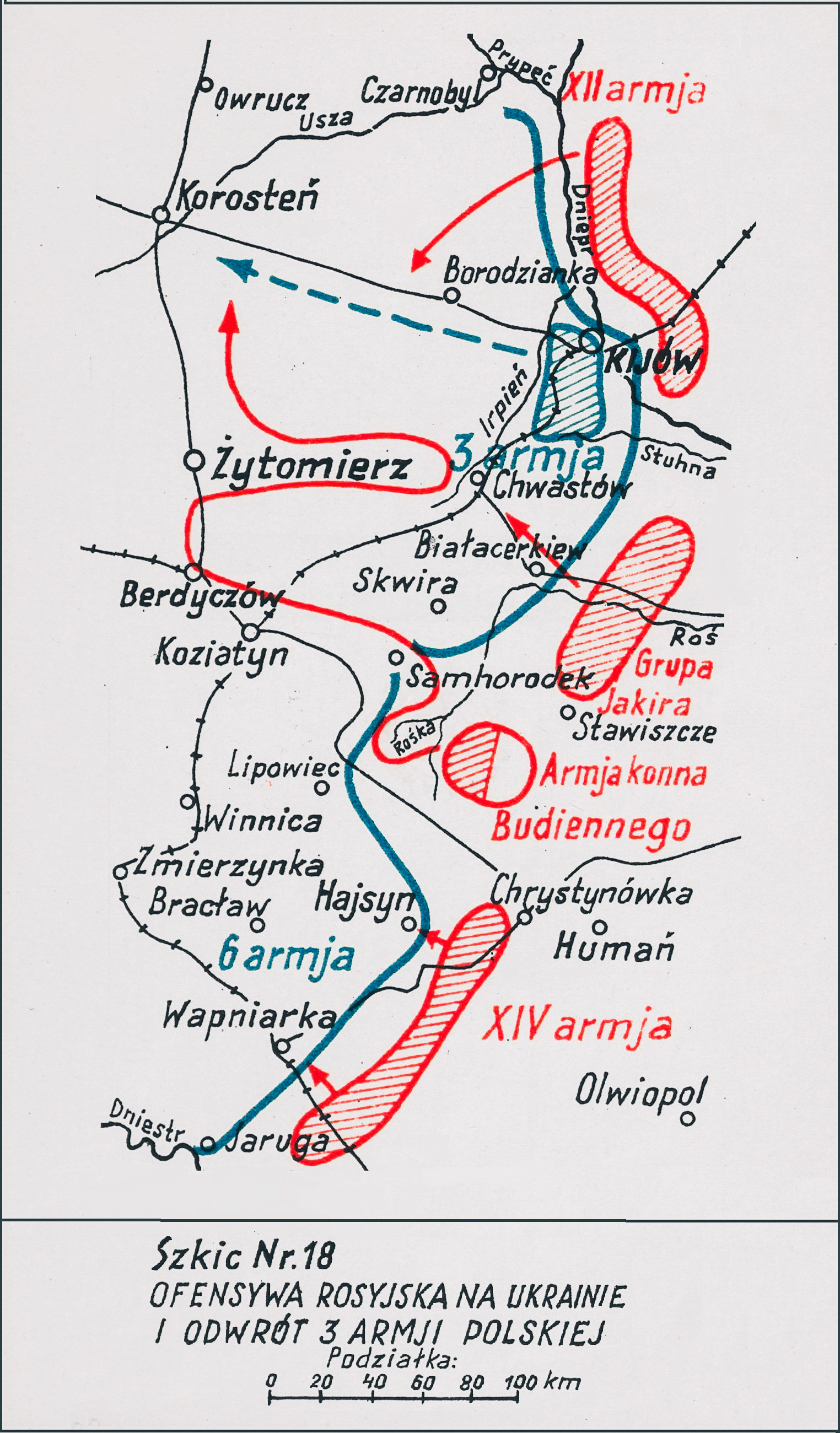
Adam Przybylski,
Wojna Polska 1918–1921

Bitwa pod Zarudziem – walki pododdziałów polskiej 6 Dywizji Piechoty gen. Kazimierza Raszewskiego  z oddziałami sowieckiej Baszkirskiej Brygady Kawalerii toczone w okresie ofensywy Frontu Południowo-Zachodniego na Ukrainie w czasie wojny polsko-bolszewickiej.

## Geneza
Po spektakularnym sukcesie wojsk polskich na Ukrainie i zajęciu 7 maja 1920 Kijowa, front ustabilizował się na linii od Prypeci, wzdłuż Dniepru, przez Białą Cerkiew, Skwirę, Lipowiec, Bracław, Wapniarkę do Jarugi nad Dniestrem.
Armia Czerwona wykorzystała okres zastoju na reorganizację sił i przygotowanie ofensywy. 26 maja rozpoczęła się sowiecka ofensywa na Ukrainie, a już 5 czerwca trzy dywizje sowieckiej 1 Armii Konnej przełamały trwale polski front na odcinku obrony grupy gen. Jana Sawickiego.
W związku z sukcesami wojsk sowieckich, dowództwo polskie zaczęło ściągać na Front Ukraiński oddziały z innych, mniej zagrożonych odcinków frontu. Do rejonu Korostenia przybyły transporty zabranej z północy 6 Dywizji Piechoty gen. Kazimierza Raszewskiego.

## Walczące wojska
| Jednostka                    | Dowódca                  | Podporządkowanie |
| Wojsko Polskie               |                          |                  |
| 6 Dywizja Piechoty           | gen. Kazimierz Raszewski | 3 Armia          |
| ⇒ 65 pułk piechoty           | ppłk Franciszek Korewo   |                  |
| → II/65 pułku piechoty       | por. Rafał Krywko        |                  |
| — 5/65 pułku piechoty        |                          |                  |
| — 7/65 pułku piechoty        |                          |                  |
| ⇒ 12 pułk piechoty           |                          |                  |
| → II/12 pułku piechoty       | por. Władysław Kulma     |                  |
| Armia Czerwona               |                          |                  |
| Baszkirska Brygada Kawalerii |                          |                  |
| ⇒ 224 pułk kawalerii         |                          |                  |

## Walki pod Zarudziem

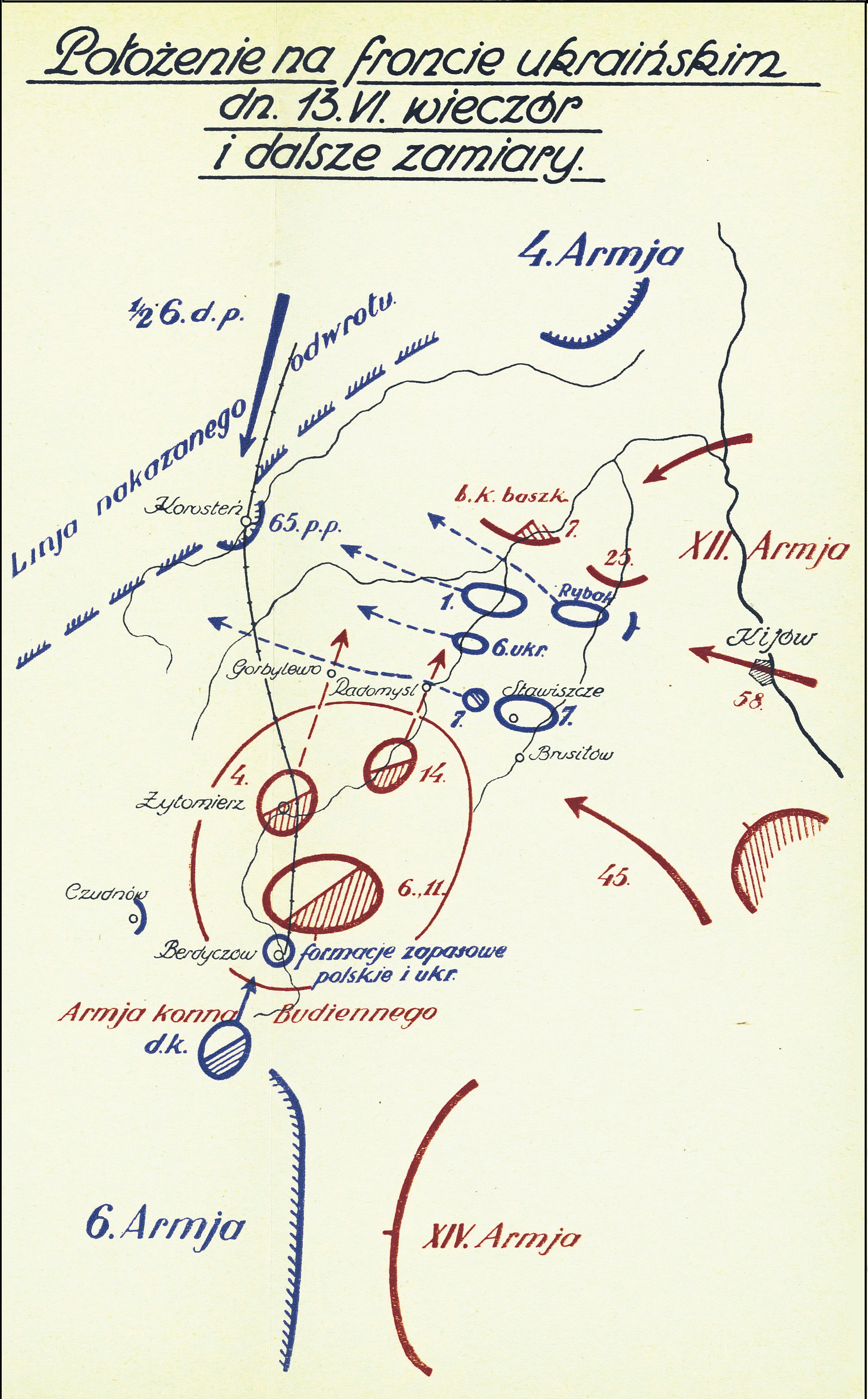
Gen. Tadeusz Kutrzeba
Wyprawa kijowska 1920 roku

Po przybyciu w rejon Korostenia dowódca 6 Dywizji Piechoty gen. Kazimierz Raszewski uporządkował swoje oddziały i 11 czerwca 1920 wysłał w kierunku Malina dwubatalionową grupę taktyczną por. Władysława Kulmy, w składzie II/12 pułku piechoty i II/65 pułku piechoty por. Rafała Krywki. Miała ona nawiązać łączność z Grupą płk. Józefa Rybaka, stanowiącą prawe skrzydło cofającej się 3 Armii.
12 czerwca pod Jacewką 5 i 7 kompania 65 pp zmusiły do odwrotu 224 pułk kawalerii z Baszkirskiej BK, ale w Malinie nie zastano jednak oddziałów płk. Rybaka. Batalion 12 pułku piechoty zorganizował obronę miasta. Następnego dnia II batalion 65 pułku piechoty uderzył na Zarudzie. Był to jego chrzest bojowy. Początkowo odniesiono sukces, wypierając z wioski sowieckich kawalerzystów. Jednak zaskoczony przeciwnik, po uporządkowaniu swoich wojsk, ruszył do kontrataku i okrążył polski batalion. Piechurzy musieli bagnetami otwierać sobie drogę odwrotu. Osłonę taboru ogarnęła panika i młodzi żołnierze uciekli bez walki, gdy do szarży na wozy ruszył niewielki, pięćdziesięcioosobowy oddział sowieckiej kawalerii.

## Bilans walk
Pod Zarudziem Polacy ponieśli porażkę. Stracono około 50 poległych i rannych, dwa ckm-y oraz cały tabor, porzucony w Łubowiczach. Mimo porażki, Polacy utrzymali Malin do 15 czerwca, kiedy to nadeszły od strony Kijowa kolumny 3 Armii. Tego dnia grupa por. Kulmy wycofała się do Korostenia.